# 42 Isis
42 Isis (in italiano 42 Iside) è un grande asteroide della fascia principale.
Isis fu scoperto da Norman Robert Pogson il 23 maggio 1856 al Radcliffe Observatory di Oxford (Regno Unito), dove lavorava come assistente; fu il primo di otto asteroidi da lui individuati. Venne battezzato così in onore di Iside, nome classico (greco) della dea egiziana della maternità e della fertilità Aset.